# One to One
One to One é um conjunto de serviços oferecidos dentro de uma Apple Store, loja de varejo da empresa Apple Inc. Este serviço, com custo anual de 99 dólares, permite que o comprador receba um ano de instrução sobre Mac, iPhone, iPod, iPad e software Apple. 
Originalmente este serviço fazia parte do ProCare, mas em 2 de maio de 2007 foi dividido como um serviço próprio.

## Serviços
- Treinamento pessoal:

60 minutos de sessão de treinamento particular, onde o cliente recebe aulas de um empregado da Apple sobre um tópico de sua escolha;
- Treinamento de grupo:

Um empregado da Apple explica sobre um determinado tópico para um pequeno grupo;
- Treinamento aberto:

Uma sessão com tema aberto onde o cliente é capaz de trabalhar em seu próprio projeto dentro de um grupo e pedir assistência quando necessário.
- Migração de dados entre computadores PC ou Mac para um Mac, que pode ser solicitado somente nos primeiros 60 dias após o cadastro do serviço.[3]

- Página dedicada ao serviço onde pode-se realizar agendamentos, ler dicas e truques, escrever notas, e visualizar projetos demonstrativos. [4]

## Temas das sessões oferecidas
Os membros do serviço têm acesso à seguinte lista de assuntos:
- Iniciando em seu Mac;
- Iniciando em seu iPad;
- Iniciando em seu iPhone;
- iCloud;
- Mail, contatos e calendários;
- iPhoto;
- GarageBand;
- iMovie;
- iTunes;
- Bento;
- Pages;
- Keynote;
- Numbers;
- Aperture;
- Final Cut Pro;
- Motion;
- Logic Pro.